# 대학 교육 학점
대학 교육 학점(이탈리아어: credito formativo universitario, 또는 CFU)은 이탈리아 대학에서 학위 취득을 위해 학생에게 필요한 작업량을 측정하는 데 사용되는 방법이다. 이탈리아 대학의 학점이다.
이는 다른 이탈리아 또는 유럽 대학(예: 에라스무스 프로그램 내)에서 치른 시험 인정에 관한 단순화를 구성하며 유럽 학점 이수 시스템(ECTS)을 통해 전환할 수 있다.

## 역사
처음에는 Bassanini 개혁에 의해 도입된 다음에는 볼로냐 프로세스에 의해 도입된 혁신의 여파로 발행된 Berlinguer 개혁과 함께 MUR 법령 Decree 3 November 1999, n에 따라 도입되었다. 509 대학 교육 학점(CFU)은 시스템 내에서의 이동을 촉진하며 업무나 전문 활동을 통해 획득할 수도 있다. 그런 다음 Prodi II 정부 기간인 2007년 3월 16일에 발표된 일부 장관령에 의해 획득 방법이 수정되었다.
법률 2010년 12월 30일, n. 240은 Gelmini 개혁의 일환으로 비학업적 경험으로 인한 학점 인정에 최대 한도를 두었다. 교환학생의 경우, 호스트 대학은 최저, 평균 또는 최고 동등 성적을 수여할지 여부를 선택해야한다.

## 일반적인 설명
각 대학 시험은 특정 학점 수와 연관되어 있다. 단일 CFU는 25시간의 학생 노력과 같다. 각 학년은 60개의 교육 학점으로 구성된다. 3년제 학위(laurea triennale)를 취득하려면 180 ECTS가 필요하다. 석사 학위(laurea magistrale) 120(이전의 "전문 학위"는 입학 시 인정되는 학점과 훈련 부채와 관련하여 회수된 학점을 포함하여 300개의 훈련 학점으로 구성됨), 의학 및 수술 또는 법학 등 단일 주기 석사 학위는 각각 360과 300이 필요하다.
25시간 중 가변적인 부분(학위 과정의 수업 표 및 개별 학습 과정에 대한 관할 단체가 결정한 내용과 관련)은 50% 이상이다(다음과 같은 활동으로 대표되는 특별한 경우는 제외). 높은 수준의 실험적이거나 실용적인 것(예를 들어 인턴십 및 워크샵)은 개인 학습을 위해 예약되어 있다. 나머지 부분은 강의, 교실 연습, 세미나, 즉 대학에서 물리적으로 제공하는 것이다(일부 대학은 관례적으로 중간 및 최종 평가 시험에 전념하는 고정된 시간을 학점 풀에 포함한다).
교육 학점은 시험을 치르는 것뿐만 아니라 전문적 및 업무 경험을 통해서도 얻을 수 있다. 각 대학 학과에서는 업무, 인턴십 등을 통해 취득한 학점을 인정할지 여부를 결정할 수 있다. 어떠한 경우에도 이러한 활동을 통해 얻을 수 있는 학점은 12학점 이하이다.

## 특정 유형

### 의료 전문 분야
전문 교육을 받는 의사와 관련하여 CFU에 대한 기여는 두 가지 유형의 활동에 따라 가중치가 부여된다.
- 전문화 활동(실습 및 인턴십 활동)
- 다른 유형의 활동.

전문화 활동의 경우 1CFU는 25시간이 아닌 30시간에 해당한다. 이를 통해 수련생의 주당 시간당 약속은 국립 보건 서비스(National Health Service)의 정규 의사에게 기대되는 시간(주당 38시간)과 동일하게 된다.
실제로 이 규칙은 활동의 최소 70%가 전문적인 성격을 띠도록 요구한다. 이에 따라 연간 60 CFU는 최소 42 전문 CFU(60*0.7=42)(연간 1260 시간 투입: 42 CFU * 30 시간/CFU = 1260 시간)와 18 "일반" CFU로 나뉜다. CFU(연간 450시간에 해당: 18 CFU * 25시간/CFU = 450시간), 연간 총 1710시간, 최대 60 전문화 CFU(연간 1800시간에 해당: 60 CFU * 30시간/CFU = 1800시간).
연수생이 최대 30일의 연차휴가를 받을 수 있다는 점을 고려하면, 연간 근무일수(주 5일 기준)는 연간 약 230일(365*5/7-30=230.71)로, 대략 5일(영업일 기준) 46주(230/5=46)이다.
따라서 훈련생의 이론적 주간 시간 약속은 대략 주당 37~39시간(1710/46=37.2; 1800/46=39.1)이 된다. 즉, 활동 유형(전문/비전문)에 따라 대략 1.25-1.5 CFU 사이이다.

### AFAM 기관
AFAM 기관은 2005년 7월 8일 대통령령 n. 212로 규정된 CFA(학업 훈련 학점)라고 불리는 CFU와 유사한 훈련 학점을 보유하고 있다.
1. 학업 훈련 학점(이하 학점)은 학생당 25시간의 활동에 해당한다. 장관령에 따라 앞서 언급한 시간의 증가 또는 감소의 변동은 20% 범위 내에서 개별 학교별로 결정될 수 있다.
2. 풀타임 학생이 1년 동안 수행하는 평균 학습 노력량은 일반적으로 60학점으로 설정된다.
3. 장관령은 또한 각 학교에 대해 개인 학습, 실험실 활동 또는 기타 개별 훈련 활동을 위해 할당되어야 하는 전체 시간 할당량을 결정한다. 동일한 법령은 일반적으로 각 학점의 전체 헌신의 30%를 이론 수업에 할당하고, 50%는 이론-실습 활동에, 100%는 실험실 활동에 할당한다.
4. 학생은 각 교육 활동에 해당하는 학점을 시험에 합격하거나 교육 규정에 따라 제공되는 기타 형태의 이익 검증을 통해 획득한다. 이익 평가가 다음에 언급된 방식으로 수행된다는 사실을 침해하지 않는다. 제10조 4항 d).
5. 같은 기관의 다른 과정이나 다른 고등 예술 및 음악 교육 기관, 대학교 또는 제69조에 언급된 고등 기술 교육 기관에서 계속 공부할 목적으로 학생이 취득한 학점의 전체 또는 부분 인정 법률 1999년 5월 17일, n. 144는 각 교육 규정에 확립된 사전 결정된 절차와 기준에 따라 학생을 환영하는 기관의 책임이다.
6. 관련 인지 내용의 타당성과 특정 시간에 학생이 취득해야 하는 최소 학점 수를 평가하기 위해 취득한 학점에 대한 정기적인 확인 형식이 교육 규정에 포함될 수 있다. 학생은 공부 중이거나 동시에 직장 활동에 참여한다.
7. 기관은 특정 학문 분야에서 습득한 전문 지식과 기술을 교육 규정에 미리 정해진 기준에 따라 학점으로 인정할 수 있다.
8. 장관령에 따라 이 규정을 처음 적용할 때 CNAM과 협의한 후 이전 시스템에서 취득한 학점과 새 과정에서 예상되는 학점 간의 일치가 확인된다.
(대통령령 2005년 7월 8일, n. 212)

## 한국 학점으로의 변환
CFU가 ECTS와 1:1 변환이 가능하기 때문에, 환산 방법은 유럽 학점 이수 시스템과 동일하다. 자세한 내용은 유럽 학점 이수 시스템 문서를 참조하기 바란다.

## 같이 보기
- 유럽 학점 이수 시스템 (ECTS)
- 학점
- 의학 학사, 외과 학사 (MBBS)
- 이탈리아의 학업 성적 평가
- 라틴 아너스
- 우등 학위